# Пирстон (Индијана)
Пирстон (енгл. Pierceton) град је у америчкој савезној држави Индијана.

## Демографија
По попису из 2010. године број становника је 1.015, што је 320 (46,0%) становника више него 2000. године.
| Група             | 2000.       | 2010.       |
| Белци             | 638 (91,8%) | 937 (92,3%) |
| Афроамериканци    | 8 (1,2%)    | 0 (0,0%)    |
| Азијати           | 2 (0,3%)    | 2 (0,2%)    |
| Хиспаноамериканци | 38 (5,5%)   | 62 (6,1%)   |
| Укупно            | 695         | 1.015       |